# Чемпионат России по лёгкой атлетике в помещении 2021
Чемпионат России по лёгкой атлетике в помещении 2021 года прошёл 15—17 февраля в Москве в манеже ЛФК «ЦСКА». На старт вышли 665 спортсменов из 68 регионов страны. На протяжении 3 дней были разыграны 24 комплекта медалей.
В шестой раз подряд на чемпионате России не проводился отбор в национальную сборную. Отстранение российских легкоатлетов от международных стартов, инициированное ИААФ в ноябре 2015 года из-за допингового скандала, в 2020 году было вновь оставлено в силе. Шанс на участие в зимнем чемпионате Европы (5—7 марта) могли получить не более 10 россиян, получившие статус нейтрального атлета от World Athletics.
Зимой 2021 года также были проведены чемпионаты России в отдельных дисциплинах лёгкой атлетики:
- 30 января — чемпионат России по бегу на 1 милю в помещении (Оренбург)
- 18—20 февраля — чемпионат России по многоборьям в помещении (Смоленск)

## Призёры

### Мужчины
| Дисциплина       | Золото                                                                                  | Золото  | Серебро                                                                           | Серебро | Бронза                                                                               | Бронза  |
| ---------------- | --------------------------------------------------------------------------------------- | ------- | --------------------------------------------------------------------------------- | ------- | ------------------------------------------------------------------------------------ | ------- |
| 60 м             | Игорь Образцов Ульяновская область                                                      | 6,59    | Ярослав Ткалич Московская область Смоленская область                              | 6,72    | Сергей Желобаев Пензенская область                                                   | 6,72    |
| 400 м            | Егор Филиппов Московская область                                                        | 47,33   | Артём Арасланов Москва Кировская область                                          | 47,36   | Кирилл Лямин Курская область                                                         | 47,49   |
| 800 м            | Игорь Ращупкин Москва Липецкая область                                                  | 1.48,16 | Константин Холмогоров Москва                                                      | 1.48,39 | Сергей Дубровский Московская область Белгородская область                            | 1.48,75 |
| 1500 м           | Константин Плохотников Краснодарский край                                               | 3.46,11 | Алексей Бутранов Московская область                                               | 3.46,19 | Ильдар Надыров Алтайский край                                                        | 3.46,55 |
| 3000 м           | Владимир Никитин Москва                                                                 | 7.54,33 | Анатолий Рыбаков Кемеровская область                                              | 8.05,29 | Ильдар Надыров Алтайский край                                                        | 8.05,45 |
| 60 м с барьерами | Артём Макаренко Москва Красноярский край                                                | 7,69    | Сергей Солодов Санкт-Петербург                                                    | 7,89    | Филипп Шабанов Москва                                                                | 7,89    |
| Прыжок в высоту  | Михаил Акименко Москва Кабардино-Балкария                                               | 2,31 м  | Даниил Цыплаков Краснодарский край Хабаровский край                               | 2,28 м  | Никита Курбанов Москва                                                               | 2,24 м  |
| Прыжок с шестом  | Тимур Моргунов Челябинская область                                                      | 5,55 м  | Виктор Пинтусов Москва                                                            | 5,55 м  | Илья Мудров Московская область Ярославская область                                   | 5,45 м  |
| Прыжок в длину   | Данил Чечела Московская область Красноярский край                                       | 7,96 м  | Владислав Кузнецов Костромская область                                            | 7,96 м  | Анатолий Ряполов Краснодарский край                                                  | 7,73 м  |
| Тройной прыжок   | Дмитрий Чижиков Москва                                                                  | 16,80 м | Виталий Павлов Москва                                                             | 16,50 м | Алексей Фёдоров Московская область Смоленская область                                | 16,49 м |
| Толкание ядра    | Александр Лесной Краснодарский край                                                     | 20,96 м | Константин Лядусов Москва                                                         | 19,83 м | Максим Сидоров Москва                                                                | 19,59 м |
| Эстафета 4×400 м | Санкт-Петербург · Максим Рафилович · Андрей Кухаренко · Андрей Руденко · Михаил Филатов | 3.09,70 | Московская область · Максим Федяев · Леонид Карасёв · Иван Орехов · Егор Филиппов | 3.09,85 | Ульяновская область · Андрей Галацков · Олег Никитин · Никита Егоров · Артём Федотов | 3.10,58 |

### Женщины
| Дисциплина       | Золото                                                                                 | Золото  | Серебро                                                                                     | Серебро | Бронза                                                                                    | Бронза  |
| ---------------- | -------------------------------------------------------------------------------------- | ------- | ------------------------------------------------------------------------------------------- | ------- | ----------------------------------------------------------------------------------------- | ------- |
| 60 м             | Кристина Макаренко Москва Красноярский край                                            | 7,17    | Наталья Погребняк Краснодарский край                                                        | 7,39    | Анастасия Романова Санкт-Петербург                                                        | 7,40    |
| 400 м            | Екатерина Реньжина Москва Тульская область                                             | 52,04   | Полина Миллер Краснодарский край Алтайский край                                             | 52,12   | Екатерина Зорина Удмуртия                                                                 | 53,19   |
| 800 м            | Александра Гуляева Москва Ивановская область                                           | 1.59,90 | Ольга Родиошкина Иркутская область                                                          | 2.04,87 | Анна Щагина Москва                                                                        | 2.05,10 |
| 1500 м           | Светлана Аплачкина Воронежская область                                                 | 4.15,74 | Елена Коробкина Москва Липецкая область                                                     | 4.15,81 | Дина Александрова Курская область                                                         | 4.16,39 |
| 3000 м           | Светлана Аплачкина Воронежская область                                                 | 8.45,66 | Елена Коробкина Москва Липецкая область                                                     | 8.46,03 | Наталья Колоскова Москва                                                                  | 8.56,23 |
| 60 м с барьерами | Ксения Лабыгина Удмуртия                                                               | 8,20    | Анна Ватропина Татарстан                                                                    | 8,30    | Анастасия Николаева Московская область Самарская область                                  | 8,33    |
| Прыжок в высоту  | Мария Ласицкене Московская область Кабардино-Балкария                                  | 1,94 м  | Кристина Королёва Липецкая область Кемеровская область                                      | 1,91 м  | Мария Кочанова Санкт-Петербург                                                            | 1,91 м  |
| Прыжок с шестом  | Анжелика Сидорова Москва                                                               | 4,75 м  | Полина Кнороз Москва                                                                        | 4,65 м  | Ольга Муллина Москва                                                                      | 4,55 м  |
| Прыжок в длину   | Елена Соколова Москва                                                                  | 6,70 м  | Жанна Ряполова Краснодарский край                                                           | 6,36 м  | Полина Лукьяненкова Краснодарский край                                                    | 6,28 м  |
| Тройной прыжок   | Дарья Нидбайкина Москва                                                                | 13,99 м | Виктория Прокопенко Москва                                                                  | 13,46 м | Наталья Евдокимова Москва                                                                 | 13,30 м |
| Толкание ядра    | Алёна Гордеева Москва                                                                  | 17,33 м | Екатерина Бурмистрова Санкт-Петербург                                                       | 16,87 м | Снежана Трофимец Москва                                                                   | 16,55 м |
| Эстафета 4×400 м | Санкт-Петербург · Милена Анохина · Екатерина Копрова · Валерия Цаплина · Вера Филатова | 3.37,24 | Московская область · Алёна Мамина · Валерия Андреева · Мария Тарабанская · Юлия Спиридонова | 3.37,49 | Москва · Дарья Тихонова · Екатерина Вахрушева · Светлана Кузнецова · Оксана Скоробогатько | 3.39,49 |

## Чемпионат России по бегу на 1 милю
Чемпионат России по бегу на 1 милю в помещении состоялся 30 января 2021 года в Оренбурге в манеже ОГПУ. Забеги прошли в рамках соревнований «Оренбургская миля». На старт вышли 19 легкоатлетов из 12 регионов страны (10 мужчин и 9 женщин). Среди мужчин ожидаемую победу одержал действующий рекордсмен страны Владимир Никитин, опередивший ближайшего преследователя почти на 8 секунд. Он единственный из участников, кто смог показать результат быстрее 4-х минут — 3.59,82. В женском забеге солировала Александра Гуляева, выигравшая титул с 9-м результатом в истории России (4.27,68).

### Мужчины
| Дисциплина         | Золото                  | Золото  | Серебро                       | Серебро | Бронза                         | Бронза  |
| ------------------ | ----------------------- | ------- | ----------------------------- | ------- | ------------------------------ | ------- |
| 1 миля (1609,34 м) | Владимир Никитин Москва | 3.59,82 | Ильдар Надыров Алтайский край | 4.07,67 | Вильдан Гадельшин Башкортостан | 4.08,21 |

### Женщины
| Дисциплина         | Золото                                       | Золото  | Серебро                                | Серебро | Бронза                      | Бронза  |
| ------------------ | -------------------------------------------- | ------- | -------------------------------------- | ------- | --------------------------- | ------- |
| 1 миля (1609,34 м) | Александра Гуляева Москва Ивановская область | 4.27,68 | Светлана Аплачкина Воронежская область | 4.32,09 | Светлана Карамашева Хакасия | 4.37,72 |

## Чемпионат России по многоборьям
Чемпионы страны в мужском семиборье и женском пятиборье определились 18—19 февраля 2021 года в Смоленске в легкоатлетическом манеже СГАФКСТ. На старт вышли 33 многоборца из 17 регионов страны (23 мужчины и 10 женщин). Илья Шкуренёв оказался значительно сильнее своих соперников, показав лучший результат сезона в мире и четвёртую сумму в истории чемпионатов России (6269 очков). Его отрыв от серебряного призёра Сергея Тимшина оказался наибольшим за всё время проведения турнира — 657 очков. Среди женщин Александра Бутвина завоевала пятый титул, а также девятую медаль чемпионатов России в пятиборье (оба результата — рекордные в истории национального первенства).

### Мужчины
| Дисциплина | Золото                              | Золото     | Серебро              | Серебро    | Бронза                           | Бронза     |
| ---------- | ----------------------------------- | ---------- | -------------------- | ---------- | -------------------------------- | ---------- |
| Семиборье  | Илья Шкуренёв Волгоградская область | 6269 очков | Сергей Тимшин Москва | 5612 очков | Максим Исаев Челябинская область | 5566 очков |

### Женщины
| Дисциплина | Золото                                                | Золото     | Серебро                   | Серебро    | Бронза                 | Бронза     |
| ---------- | ----------------------------------------------------- | ---------- | ------------------------- | ---------- | ---------------------- | ---------- |
| Пятиборье  | Александра Бутвина Ростовская область Санкт-Петербург | 4325 очков | Мария Куленкова Татарстан | 4217 очков | Марина Пшичкина Москва | 4200 очков |